# Nagy György (filozófus)
Nagy György (Lukafalva, 1938. január 1. – Kolozsvár, 1998. december 26.) magyar filozófiai és társadalomelméleti szakíró.

## Élete
Lukafalván született 1938. január 1-jén. Középiskoláit 1956-ban a marosvásárhelyi Református Kollégium utódiskolájában végezte, majd 1962-ben a Babeș–Bolyai Tudományegyetem Történelem Karán szerzett tanári oklevelet. 1962–1969 között a kolozsvári Pedagógiai Főiskola társadalomtudományi tanszékén tanársegéd, majd a Babeș-Bolyai Tudományegyetem filozófiai tanszékén adjunktus lett. 1990-től tagja a Korunk szerkesztő tanácsának, elnöke 1990–1996 között az Erdélyi Múzeum-Egyesület jog-, közgazdaság- és társadalomtudományi szakosztályának.

## Munkássága
Első írását a régi Korunk történelmi és társadalomszemléletéről a Korunk közölte (1966/11). Tudományos érdeklődésének középpontjában a két világháború közti romániai magyar szellemi élet s annak etnikumelméleti feldolgozása áll. Tanulmányt írt a transzilvanizmusról s annak mesteréről, Kós Károlyról, valamint a nemzeti-nemzetiségi problematikáról és művelődési összefüggéseiről.
Egyik eszmetörténeti vázlatában (A kezdeti transzilvanizmusról. Korunk, 1973/11) az első világháborút követő időszak erdélyi magyar közösségi magatartáseszményének és népi elkötelezettségének megfogalmazását dolgozta fel, azt az ideológiát, amelynek segítségével a kisebbségi helyzetbe került magyarság "a szülőfölddel való feltétlen azonosulás erkölcsét, a román-magyar együttélés értékadó lehetőségeinek hitét, a közösen küszködők és az azonos talajon fejlődő kultúrák egymáshoz rokonulásának históriai képzetét, valamint a dolgozó néposztályok melletti demokratikus kiállás radikális-plebejus szenvedélyét igyekezett jövőformáló akarattá szintetizálni". Elemzése szerint ez a népi tájékozódás egyben polgári-plebejusi igazodást is jelentett a régi uralmi képzelgésekkel szemben.
A témára a szerző többször is visszatért ugyancsak a Korunkban, s bár bírálattal illette a transzilvanizmus végleteit és romantikus elvontságait, a Korunk harmadik folyamában meg is védte ezt a jellegzetesen irodalmivá vált hagyományt olyan félremagyarázásokkal és lebecsülésekkel szemben, mint a minden sajátos érték megtagadása, a földrajzi tényezők szerepének eltúlzása vagy az erdélyiséget egyenesen megkérdőjelező történetietlen megközelítése (1993/1). Írásaiban többször visszatért a Kós-problémára. Egy Kós Károly Sztambulban című fejtegetésében (Korunk 1991/7) bemutatta az író-építész egykori fellépését az egyoldalú Európa-centrizmussal s a Nyugatról terjedő kultúraellenes "civilizáció" áramlatával szemben. Megismételte a Kós-rehabilitációt háromrészes Helikon-cikke (Kós Károly törökföldi írásairól. 1991/46–48) a Kós-életműben megnyilvánuló "tisztességes művelődéskoncepció" körvonalainak bemutatásával, s ezt folytatta a megtagadott transzilvanista szerző egykori megszólalásának idézésével a Termés 1943-as ankétjának ötvenedik évfordulóján ugyancsak a Helikonban (1993/11–12).
Eszmetörténeti érdeklődésének harmadik köre a két világháború közti Erdély magyar értelmiségének nemzeti-nemzetiségi problematikáját fogja át. Magát a nemzetiség fogalmát tisztázta a Korunkban (1971/5), s a vásárhelyi találkozó negyvenedik évfordulóján Alkalmi asszociációk a közéleti szó hiteléről cím alatt (1977/11) mutatott rá a különféle nézetek hasznos összeegyeztetésének szükségességére, amikor végül is "a túlfeszített verbális indulatok helyét az egybehangolt munka, a kisebbségi érdekvédelem és a demokráciában való népi helytállás igéi foglalták el". A romániai magyar oktatás elsorvasztásának bekövetkeztével, a diktatúra utolsó éveiben a tárgyilagos eszmetörténész szubjektív magatartásra kényszerülve magyarországi és romániai magyar szamizdat-kiadványokban lépett fel az erőszakos elnemzetietlenítés ez újabb eszköze ellen.
1990-től kezdve a nehezen és ellentmondásosan induló demokráciát szolgálta. Az újjászülető Erdélyi Múzeum hasábjain hol a kisebbségi kérdést ismertette a nemzetközi jogban a II. világháború után (1991/1–4), hol az "államnemzet" és a "nemzetállam" kelet-európai ellehetetlenülését kutatta (1995/1–2). Széchenyi az erdélyi magyar szellemi életben a két világháború között című tanulmányával az Erdélyi Múzeum-Egyesület (EME) emlékülésén és az Erdélyi Tudományos Füzetek 213-as kötetében szerepelt 1993-ban.
Posztumusz kötete: Eszmék, intézmények, ideológiák Erdélyben (tanulmányok. 1973–1998. Kolozsvár, 1999).